# Rudolf Kowalski

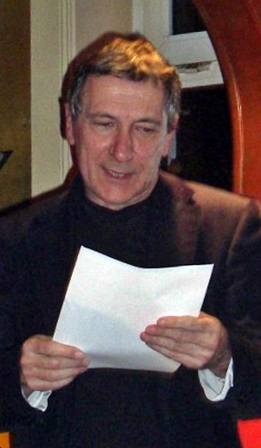
Rudolf Kowalski bei einer Lesung in Hamburg (2008)

Rudolf Kowalski (* 8. September 1948 in Gladbeck) ist ein deutscher Schauspieler, Autor und Hörspielsprecher. Einem breiten Publikum wurde er vor allem als Staubsaugervertreter Jürgens der Firma Heinzelmann im Loriot-Sketch Vertreterbesuch bekannt. Seit 1978 stand er in über 130 Film- und Fernsehproduktionen vor der Kamera und wirkte in etlichen Theaterinszenierungen.

## Leben

### Herkunft und Ausbildung
Rudolf Kowalski wuchs als jüngstes Kind einer Bergarbeiterfamilie mit seinem Bruder und seiner Schwester wuchs in Gelsenkirchen-Hassel auf. Nach Abschluss der Mittleren Reife machte er zunächst eine Ausbildung zum Bauzeichner. Bereits mit 16 Jahren beim politischen Kabarett aktiv, erwuchs der Wunsch, Schauspieler zu werden. Schließlich absolvierte er von 1967 bis 1970 eine Schauspielausbildung an der Schauspielschule Bochum.

### Theater
Sein Bühnendebüt gab Kowalski am Schauspiel Bonn, wo er fünf Spielzeiten lang spielte. Dem schlossen sich zahlreiche feste Engagements an, unter anderem am Theater Bremen, am Schauspielhaus Köln, am Nationaltheater Mannheim und an der Württembergischen Landesbühne Esslingen. 1989 übernahm er als Vierzigjähriger am Staatstheater Stuttgart die Titelrollen in William Shakespeares Tragödie Hamlet und in Henrik Ibsens Peer Gynt. 1993 spielte er am Theater des Westens die Hauptrolle in Max Zweigs Drama Ghetto Warschau. In Yasmina Rezas Stück Drei Mal Leben übernahm er in der Spielzeit 2004/05 die Rolle des Astrophysiker Hubert Finidori und in der Spielzeit 2006/08 in Rezas Stück Der Gott des Gemetzels die Rolle des Ehemannes am St. Pauli Theater. 2014 spielte er bei den Ruhrfestspielen in Recklinghausen sowie am Théâtre National du Luxembourg die Titelrolle in Luigi Pirandellos Heinrich IV., einer Inszenierung von Frank Hoffmann.
Kowalski inszenierte auch eigene Bühneninszenierungen. Im Dezember 1969 wurde sein Stück Fluchtversuch, das er als 19-jähriger Schauspielschüler schrieb, in der ARD-Serie Schreib ein Stück als Nachwuchsförderung aufgeführt, was zeitgleich sein erster Auftritt im Fernsehen war.

### Film, Fernsehen und Hörspiel
Seit 1978 steht Kowalski auch regelmäßig in Film- und Fernsehproduktionen vor der Kamera. Dem gesamtdeutschen Publikum wurde er insbesondere durch seine allerersten Rollen in den Sketchen der Fernsehserie Loriot bekannt, u. a. im Sketch Vertreterbesuch als Staubsaugervertreter Jürgens der Firma Heinzelmann, der sein Produkt mit dem vielzitierten Werbespruch „Es saugt und bläst der Heinzelmann, wo Mutti sonst nur saugen kann“ bewarb, der letztlich zu einem geflügelten Wort avancierte. So wird der Spruch zum Beispiel in Michael Kleebergs Roman Vaterjahre (2014) vom Protagonisten Karlmann Renn im Gespräch mit seiner Ehefrau zitiert.
2000 war Kowalski in dem Doku-Drama Deutschlandspiel des ZDF als SED-Politiker Egon Krenz zu sehen. 2003 übernahm er in dem Fernsehfilm Im Schatten der Macht, der die letzten Tage vor dem Rücktritt Willy Brandts vom Amt des Bundeskanzlers schildert, die Rolle des Egon Bahr. Seine Darstellung des Leo Stern in Niki Steins Fernsehdrama Die Konferenz brachte ihm 2005 als Ensemblemitglied den Hessischen Fernsehpreis ein. Andreas Linke besetzte ihn 2006 für seinen Zweiteiler Tornado – Der Zorn des Himmels als erfahrenen Meteorologe Dr. Jürgen Berger an der Seite von Matthias Koeberlin als dessen Filmsohn. 2018 war er als Hape Kerkelings Großvater Hermann in der Romanverfilmung Der Junge muss an die frische Luft auf der Kinoleinwand zu sehen.
Neben seiner Mitwirkung in zahlreichen Kino- und Fernsehfilmen übernimmt er regelmäßig Gastrollen in Fernsehserien und -reihen. Neben zahlreichen Auftritten in populären Krimiserien wie Tatort, Die Cleveren, Alarm für Cobra 11 – Die Autobahnpolizei, Stralsund, Ein starkes Team oder Die Chefin sah man ihn in Serien wie Tresko, Kanzleramt, Nikola, Evelyn Hamanns Geschichten aus dem Leben, Bloch oder der Dramedy-Miniserie ÜberWeihnachten.
Kowalski spielt auch mehrere feste und wiederkehrende Rollen in Film- und Fernsehreihen. 1996 verkörperte er neben Dieter Pfaff in der RTL-Familienserie Bruder Esel eine wiederkehrende Nebenrolle als Friseurmeister Thorsten. Von 1998 bis 2011 übernahm er als Simon Abendroth, dem Lebensgefährten der von Hannelore Hoger dargestellten titelgebenden Kommissarin in der ZDF-Samstagskrimireihe Bella Block, eine durchgehende Hauptrolle. 2018 hatte er in der Abschlussfolge Am Abgrund einen Gastauftritt. Von 2006 bis 2013 verkörperte er die Titelrolle in der ZDF-Krimiserie Kommissar Stolberg. Ab 2014 war er zwei Jahre lang in der Fernsehserie SOKO Leipzig als Psychotherapeut Dr. Breugel zu sehen. Seit 2017 spielt er mit In Wahrheit als pensionierter Polizeibeamter Markus Zerner erneut in einer ZDF-Samstagskrimireihe in einer der Hauptrollen an der Seite von Christina Hecke.
Neben seiner Tätigkeit als Schauspieler spricht Kowalski seit 1978 eine Reihe von Hörbüchern und Hörspielen ein.

### Privates
Seit 1990 ist Kowalski mit der Schauspielerin Eva Scheurer (* 1958) verheiratet. Gemeinsam betreiben sie das „Triangeltheater“ an verschiedenen Stationen in Deutschland. Das Paar hat eine gemeinsame Tochter und lebt in Sankt Augustin.

## Filmografie

### Filme
- 1992: 5 Zimmer, Küche, Bad
- 1996: Echte Kerle
- 1996: Du bist nicht allein – Die Roy Black Story
- 1997: Die Friedensmission – 10 Stunden Angst
- 1997: Maria
- 1998: Der Campus
- 1998: Die 3 Posträuber
- 2000: Deutschlandspiel
- 2001: Jenseits
- 2001: Romeo
- 2002: Mord im Haus des Herrn
- 2002: Die Mutter
- 2003: Verkauftes Land
- 2003: Im Schatten der Macht (Zweiteiler)
- 2004: Mein Weg zu dir heißt Liebe
- 2004: Die Ärztin
- 2004: Die Konferenz
- 2004: Drechslers zweite Chance
- 2005: Charlotte und ihre Männer
- 2005: Das Zimmermädchen
- 2006: Eine Chance für die Liebe
- 2006: Die Tote vom Deich
- 2006: Tornado – Der Zorn des Himmels
- 2006: Pik & Amadeus – Freunde wider Willen
- 2009: Eine Frage des Vertrauens
- 2010: Familie Fröhlich – Schlimmer geht immer
- 2013: Blutgeld
- 2013: Vom Fischer und seiner Frau
- 2014: Sternstunde ihres Lebens
- 2015: Mein gebrauchter Mann
- 2016: Der Chef ist tot
- 2016: Hilfe, wir sind offline!
- 2017: Kalt ist die Angst
- 2017: Jella jagt das Glück
- 2017: Ich werde nicht schweigen
- 2018: Der Junge muss an die frische Luft
- 2019: Hüftkreisen mit Nancy
- 2016: Der Koch ist tot
- 2020: Ein Sommer an der Moldau
- 2022: Ein Wahnsinnstag

### Fernsehserien und -reihen
- 1969: Schreib ein Stück (Folge: Fluchtversuch als Drehbuchautor)
- 1978: Loriot, diverse Sketche in den Episoden V und VI
- 1983: Loriots 60. Geburtstag
- 1989–2009: Tatort (11 Folgen)
  - 1989: Kopflos
  - 1991: Rikki
  - 1991: Tod im Häcksler
  - 1995: Blutiger Asphalt
  - 1996: Lockvögel
  - 1996: Der kalte Tod
  - 1997: Alptraum
  - 1999: Kriegsspuren
  - 2003: Rotkäppchen
  - 2005: Minenspiel
- 1996: Tresko (Folge: Amigo Affäre)
- 1997: Schimanski: Hart am Limit
- 1998–2018: Bella Block (25 Folgen als Simon Abendroth)
  - 1998: Auf der Jagd
  - 1999: Geflüsterte Morde
  - 2000: Abschied im Licht
  - 2000: Blinde Liebe
  - 2000: Am Ende der Lüge
  - 2001: Schuld und Liebe
  - 2001: Bitterer Verdacht
  - 2002: Im Namen der Ehre
  - 2003: Tödliche Nähe
  - 2003: Kurschatten
  - 2004: Das Gegenteil von Liebe
  - 2004: Hinter den Spiegeln
  - 2004: Die Freiheit der Wölfe
  - 2005: … denn sie wissen nicht, was sie tun
  - 2005: Die Frau des Teppichlegers
  - 2006: Das Glück der Anderen
  - 2006: Blackout
  - 2006: Mord unterm Kreuz
  - 2007: Weiße Nächte
  - 2008: Reise nach China
  - 2008: Falsche Liebe
  - 2018: Am Abgrund
  - 2009: Das Schweigen der Kommissarin (2 Teile)
  - 2011: Stich ins Herz (Stimme)
  - 2018: Am Abgrund
- 2001: Die Cleveren (Folge: Todesengel)
- 2001–2010: Alarm für Cobra 11 – Die Autobahnpolizei (verschiedene Rollen, 2 Folgen)
- 2006: Bloch: Der Mann im Smoking
- 2006–2013: Stolberg (Titelrolle, 50 Folgen)
- 2008: Pfarrer Braun: Die Gärten des Rabbiners
- 2009: Polizeiruf 110: Tod im Atelier
- 2013: Stralsund: Freier Fall
- 2014: Ein starkes Team: Späte Rache
- 2014: Die Chefin (Folge: Tod eines Lehrers)
- 2014–2016: SOKO Leipzig (14 Folgen)
- 2015: Katie Fforde: Vergissmeinnicht
- 2016: Stralsund: Schutzlos
- seit 2017: In Wahrheit (Fernsehreihe)
  - 2017: Mord am Engelsgraben
  - 2018:  Jette ist tot
  - 2019: Still ruht der See
  - 2020: Jagdfieber
  - 2021: In einem anderen Leben
  - 2022: Unter Wasser
  - 2023: Blind vor Liebe
  - 2024: Zwischen Recht und Gerechtigkeit
- 2018: Sarah Kohr (Folge: Mord im Alten Land)
- 2019: SOKO Köln (Folge: Hitze)
- 2020: ÜberWeihnachten (Miniserie)

## Hörspiele (Auswahl)
- 2006: Ed McBain: Dead Man’s Song – Regie: Ulrich Lampen (Kriminalhörspiel – HR)
- 2006: Ed McBain: Hitze (Steve Carella) – Regie: Ulrich Lampen (Kriminalhörspiel – HR)

## Auszeichnungen
- 2005: Hessischer Fernsehpreis als Ensemblemitglied des Fernsehfilmes Die Konferenz